# Nelson-Tumor
Der Nelson-Tumor, auch Nelson-Syndrom, ist ein schnell wachsender, aggressiver Hypophysentumor mit ACTH-Produktion nach beidseitiger Adrenalektomie aufgrund eines Cushing-Syndromes.
Die Erstbeschreibung stammt aus dem Jahre 1958 durch den US-amerikanischen Endokrinologen Don H. Nelson und Mitarbeiter.
Das Syndrom ist nicht zu verwechseln mit dem Emery-Nelson-Syndrom oder dem englisch Dermal Ridges, Nelson Syndrome.

## Verbreitung
Die Häufigkeit wird mit etwa 40 % der Patienten nach beidseitiger Adrenalektomie angegeben.

## Klinische Erscheinungen
Klinische Kriterien sind:
- Zustand nach beidseitiger Adrenalektomie wegen Cushing-Syndromes
- Hyperpigmentierung von Haut und Schleimhaut
- Raumforderung in der Sella turcica
- Gesichtsfeldeinschränkung, Kopfschmerzen
- massiv erhöhtes ACTH im Blutserum